# Astéroïde Vatira
Un astéroïde Vatira, ou astéroïde ꞌAylóꞌchaxnim (d'après son premier représentant connu), est un astéroïde dont l'aphélie est situé entre le périhélie de Mercure et celui de Vénus. Un seul objet de ce type est connu à ce jour (novembre 2021), (594913) ꞌAylóꞌchaxnim.

## Origine du nom
Le nom « Vatira » est un mot-valise formé à partir des noms « Vénus » et « Atira », les astéroïdes Vatira étant pour la planète Vénus ce que les astéroïdes Atira sont pour la Terre. Il a été proposé en 2011-2012 par Sarah Greenstreet, Henry Ngo et Brett Gladman,,. Ce nom était annoncé comme provisoire et destiné à être remplacé quand le premier objet connu de cette classe serait nommé.

## Définition

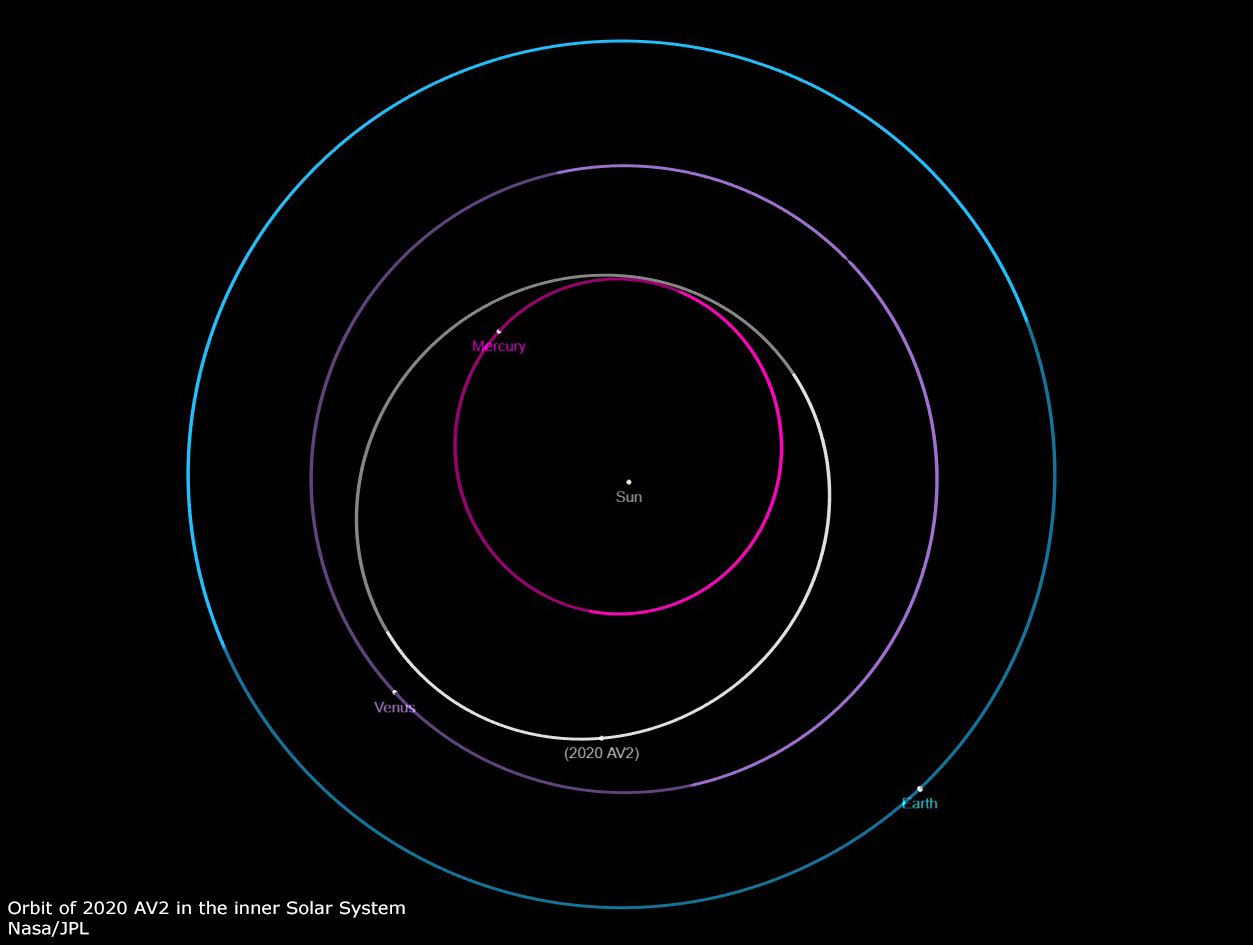
L'orbite de l'astéroïde, seul astéroïde Vatira connu à ce jour (2020).

Un astéroïde Vatira est un astéroïde dont l'aphélie se situe entre le périhélie de Mercure et celui de Vénus :
qMercure (0,307 ua) < Q < qVénus (0,718 ua).
L'orbite d'un tel objet serait donc entièrement intérieure à l'orbite de Vénus, mais pas entièrement (y compris éventuellement pas du tout) intérieure à celle de Mercure (autrement dit, l'objet n'est pas un vulcanoïde).
Dans ce cadre, la définition des astéroïdes Atira est restreinte de façon analogue aux astéroïdes dont l'aphélie est situé entre le périhélie de Vénus et celui de la Terre : qVénus (0,718 ua) < Q < qTerre (0,983 ua). De même, la définition des vulcanoïdes est alors restreinte aux astéroïdes dont l'aphélie est inférieur au périhélie de Mercure : Q < qMercure (0,307 ua).

## Population

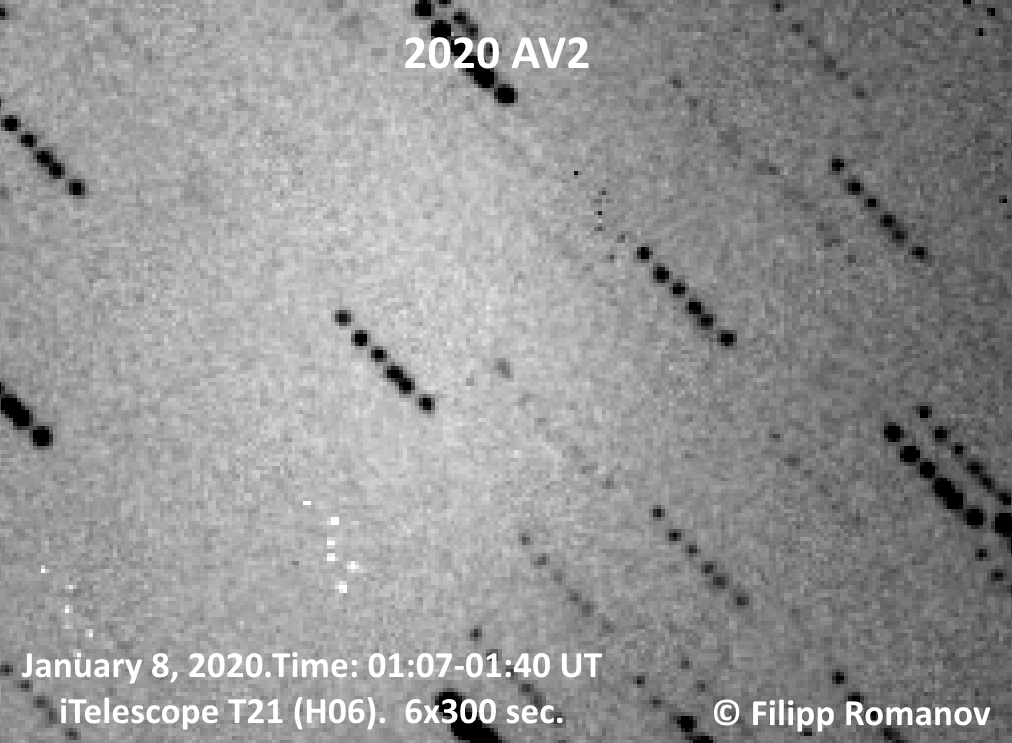
L'astéroïde.

Un unique astéroïde Vatira est connu à ce jour (novembre 2021), (594913) ꞌAylóꞌchaxnim.
En dehors de Mercure, l'astéroïde 2019 AQ3 était, en juillet 2019, l'objet connu du système solaire ayant le plus petit aphélie et le deuxième plus petit demi-grand axe après 2019 LF6 (qui a pour sa part le deuxième plus petit aphélie). Son aphélie, à 0,77 ua du Soleil, le classe actuellement parmi les astéroïdes Atira, mais cet objet pourrait avoir été par le passé un astéroïde Vatira et pourrait le redevenir dans le futur.